# هیبریداسیون درجا
برای به دست آوردن اطلاعات مکانی در مطالعهٔ بیان ژن، تمام یا بخشی از بافت مورد نظر در معرض هیبریداسیون درجا (به انگلیسی: In situ hybridization) برای تشخیص mRNA کد شده توسط ژنی خاص قرار می‌گیرد. این روش امکان پایش رونویسی ژن را در یک مکان و زمان خاص فراهم می‌آورد. اما برخلاف این روش، نوردرن بلات مستلزم استخراج کل mRNA از سلول است. بدین معنا که سلول‌ها از موقعیت طبیعی خود درون موجود یا بافت جدا می‌شوند. در نتیجه تعیین موقعیت سلول و ارتباط آن با سلول‌های مجاور از دست می‌رود. در این روش می‌توان از mRNA , cDNA ویا Prob استفاده کرد.